# Europa (astronomia)
Europa è il quarto satellite naturale del pianeta Giove per dimensioni e il sesto dell'intero sistema solare. È stato scoperto da Galileo Galilei il 7 gennaio 1610 assieme ad Io, Ganimede e Callisto, da allora comunemente noti con l'appellativo di satelliti galileiani.
Leggermente più piccolo della Luna, Europa è composto principalmente da silicati con una crosta costituita da acqua ghiacciata, probabilmente al suo interno è presente un nucleo di ferro-nichel ed è circondato esternamente da una tenue atmosfera, composta principalmente da ossigeno. A differenza di Ganimede e Callisto, la sua superficie si presenta striata e poco craterizzata ed è la più liscia di quella di qualsiasi oggetto noto del sistema Solare. Nel 1997 il passaggio della sonda Galileo attraverso un pennacchio d’acqua fuoriuscente da un geyser superficiale ha dimostrato oltre ogni dubbio l'esistenza di un oceano d'acqua presente sotto la crosta, che potrebbe essere dimora per la vita extraterrestre. In questa ipotesi viene proposto che Europa, riscaldato internamente dalle forze mareali causate dalla sua vicinanza a Giove e dalla risonanza orbitale con i vicini Io e Ganimede, rilasci il calore necessario per mantenere un oceano liquido sotto la superficie, stimolando al tempo stesso un'attività geologica simile alla tettonica a placche. L'8 settembre 2014, la NASA riferì di aver trovato prove dell'esistenza di un'attività della tettonica a placche su Europa, la prima attività geologica di questo tipo su un mondo diverso dalla Terra.
Nel dicembre del 2013 la NASA individuò sulla crosta di Europa alcuni minerali argillosi, più precisamente, fillosilicati, che spesso sono associati a materiale organico. La stessa NASA annunciò, sulla base di osservazioni effettuate con il Telescopio spaziale Hubble, che sono stati rilevati geyser di vapore acqueo simili a quelli di Encelado, il satellite di Saturno.
La sonda Galileo, lanciata nel 1989, fornì la maggior parte delle informazioni note su Europa. Nessun veicolo spaziale è ancora atterrato sulla superficie, ma le sue caratteristiche hanno suggerito diverse proposte di esplorazione, anche molto ambiziose. La Jupiter Icy Moons Explorer dell'Agenzia spaziale europea è una missione per le lune ghiacciate di Giove lanciata nell'aprile 2023, e sebbene l'obiettivo principale di questa missione sia Ganimede, sorvolerà anche Europa e Callisto.. La NASA invece ha programmato una missione robotica dedicata quasi esclusivamente allo studio di Europa, Europa Clipper, il cui lancio è avvenuto nell'ottobre 2024, con arrivo nel sistema gioviano nel 2030.

## Osservazione

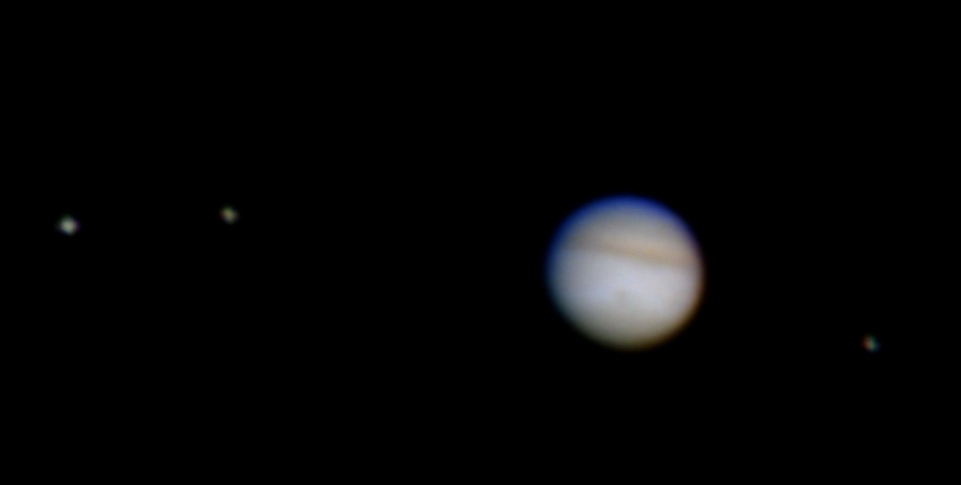
Giove insieme a tre dei quattro Satelliti medicei ripresi da un telescopio amatoriale. A partire da sinistra: Ganimede, Europa e Io.

Europa è stato osservato per la prima volta nel 1610 da Galileo Galilei grazie all'invenzione del telescopio. Teoricamente, data la sua magnitudine apparente (di media 5,3), in condizioni eccezionali di visibilità il satellite risulterebbe visibile anche a occhio nudo, se non fosse per l'elevata luminosità di Giove, che ne rende impossibile l'osservazione senza l'ausilio di un buon binocolo o di un telescopio (all'epoca della sua scoperta, Galileo disponeva di un telescopio rifrattore da 20 ingrandimenti, appena sufficiente per individuare Europa e gli altri satelliti medicei come 4 puntini luminosi intorno al loro pianeta).

## Storia delle osservazioni
Europa, insieme alle altre tre lune maggiori di Giove Io, Ganimede e Callisto, fu scoperto da Galileo Galilei nel gennaio 1610. La prima osservazione documentata di Europa venne fatta dallo scienziato pisano il 7 gennaio 1610 con un telescopio a rifrazione da 20 ingrandimenti presso l'Università di Padova. Tuttavia in questa osservazione Galileo non fu in grado di separare Io ed Europa a causa della bassa risoluzione del suo telescopio, così i due oggetti furono registrati come un'unica sorgente di luce. Io ed Europa sono stati osservati per la prima volta come corpi distinti durante le osservazioni di Galileo del sistema di Giove il giorno dopo, l'8 gennaio 1610 (considerata dall'Unione Astronomica Internazionale come data della scoperta di Europa).
Nel 1614 Simon Marius pubblicò il suo lavoro Mundus Iovialis, che descriveva il pianeta Giove e le sue lune, proponendone il nome che egli affermò essergli stato suggerito da Johannes Kepler. In esso sostenne di aver scoperto Europa e le altre lune maggiori pochi giorni prima di Galileo. Oggi si pensa che Marius abbia effettivamente scoperto i satelliti medicei in maniera indipendente da Galileo, ma comunque non prima dello scienziato pisano.

### Denominazione
Come tutti i satelliti galileiani Europa prende il nome da un'amante di Zeus, l'equivalente greco di Giove. In questo caso Europa, figlia di Agenore re della città fenicia di Tiro (ora in Libano), madre di Minosse e sorella di Cadmo, Fenice e Cilice, capostipite dei Cilici.
Nonostante il nome Europa sia stato suggerito da Simon Marius poco dopo la sua scoperta, tale nome perse importanza per un lungo periodo (come la persero i nomi degli altri Satelliti medicei) e non fu ripristinato nell'uso comune fino alla metà del XX secolo. In gran parte della letteratura astronomica i satelliti vengono semplicemente indicati con il nome del pianeta seguito da un numero romano, che ordina le varie lune dalla più vicina alla più lontana dal pianeta in esame (sistema introdotto da Galileo), per cui Europa era indicato con Giove II.
La scoperta di Amaltea nel 1892, più vicina degli altri satelliti allora conosciuti di Giove, mise Europa nella terza posizione. Le sonde Voyager scoprirono altri tre satelliti più interni nel 1979 e da allora Europa è considerato il sesto satellite di Giove anche se qualche volta ci si riferisce ancora ad esso come Giove II.

### Missioni spaziali

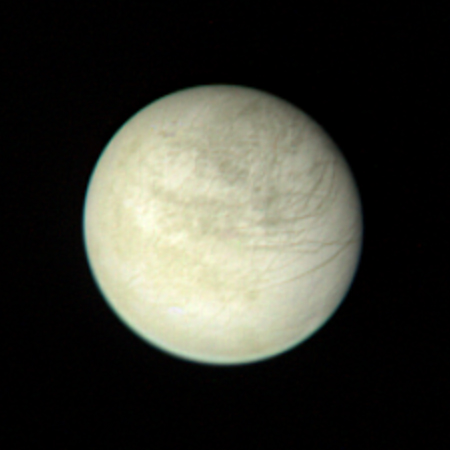
Immagine ripresa dalla Voyager 1 nel 1979.

L'esplorazione di Europa ebbe inizio con i sorvoli ravvicinati di Giove da parte delle sonde Pioneer 10 e Pioneer 11 nel 1973 e 1974 rispettivamente. Le prime foto erano a bassa risoluzione rispetto a quelle che saranno ottenute dalle missioni successive.
Le due sonde Voyager transitarono attraverso il sistema di Giove nel 1979 fornendo immagini più dettagliate della superficie ghiacciata di Europa. Da quelle immagini molti scienziati iniziarono a speculare sulla possibilità dell'esistenza di un oceano liquido sotto la superficie del satellite.
A partire dal 1995, la sonda Galileo iniziò una missione in orbita attorno a Giove che durò otto anni, fino al 2003, fornendo lo studio più dettagliato delle lune galileiane fino ad oggi. Nel programma della sonda erano incluse anche la Galileo Europa Mission e la Galileo Millennium Mission, che includevano numerosi sorvoli ravvicinati di Europa.

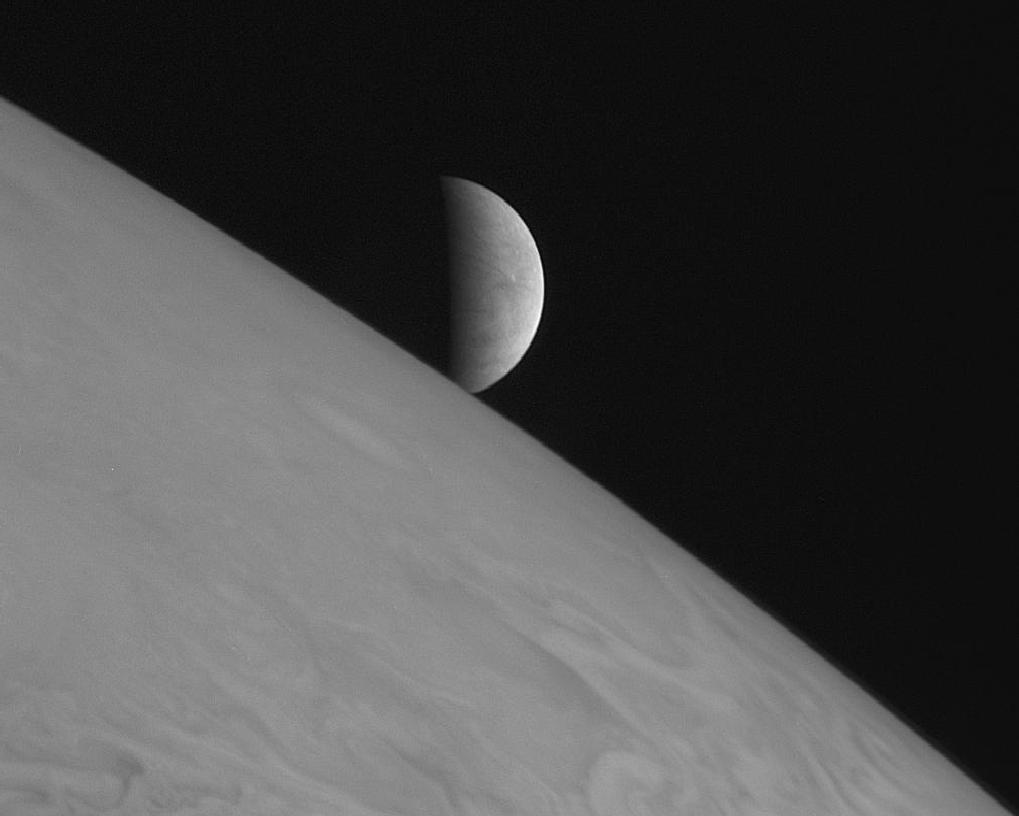
Europa e Giove visti dalla New Horizons

La New Horizons riprese Europa nel febbraio 2007, mentre navigava dal sistema gioviano in direzione di Plutone.
Nel settembre del 2022, la sonda spaziale Juno ha sorvolato Europa a una distanza di 352 km, acquisendo immagini ad alta definizione dopo oltre vent'anni, dal passaggio del sonda Galileo avvenuto nel 2000.

#### Missioni future
Già all'epoca della missione Galileo, la comunità scientifica aveva manifestato l'esigenza di nuove missioni su Europa, allo scopo di determinare la composizione della superficie, confermare (o smentire) l'esistenza di un oceano al di sotto di essa ed individuare segnali che potessero indicarvi la presenza di vita extraterrestre.
Missioni robotiche per Europa devono sopportare l'ambiente ad alte radiazioni di Giove, visto che Europa riceve circa 5,40 Sv di radiazioni al giorno.
Nel 2011 una missione verso Europa fu caldamente consigliata dal Planetary Science Decadal Survey, e in risposta la NASA mise allo studio alcuni progetti come quello di una sonda che avrebbe effettuato multipli sorvoli ravvicinati (Europa Clipper) al satellite, un'altra che prevedeva un orbiter attorno a Europa e una provvista di un lander. L'opzione dell'orbiter si concentra soprattutto sullo studio dell'oceano ipotetico che si trova sotto la superficie, mentre il Clipper studierebbe maggiormente il satellite dal punto di vista chimico.
Nel 2008 era stata proposta una missione congiunta NASA-ESA denominata Europa Jupiter System Mission, che prevedeva l'utilizzo di due sonde spaziali automatiche e indipendenti per l'esplorazione coordinata del sistema gioviano, la Jupiter Ganymede Orbiter (JGO) sviluppata dall'ESA e la Jupiter Europa Orbiter (JEO) della NASA. Tuttavia per questione di budget il progetto JEO fu abbandonato dalla NASA e la ESA proseguì lo studio del JGO per proprio conto e nel 2012 selezione la missione Jupiter Icy Moons Explorer, rimodulando il programma del JGO. La missione JUICE, la cui sonda è stata lanciata il 14 aprile 2023, includerà anche alcuni passaggi ravvicinati a Europa, anche se l'obiettivo principale di tale missione rimane Ganimede, attorno al quale entrerà in orbita nel 2034.
Dal canto suo la NASA nel 2015 approvò il progetto Europa Clipper, meno ambizioso del precedente JEO, che era stato presentato nel luglio 2013 dal Jet Propulsion Laboratory (JPL) e dall' Applied Physics Laboratory (APL). L'obiettivo della missione è quello di esplorare Europa per fare indagini sulla sua abitabilità, e per individuare siti di atterraggio adatti per un futuro lander. Europa Clipper non orbiterebbe attorno a Europa, ma a Giove ed effettuerebbe 45 sorvoli ravvicinati a bassa quota su Europa durante la sua missione. La sonda avrebbe tra gli strumenti di bordo un radar, uno spettrometro a raggi infrarossi, uno strumento topografico e uno spettrometro di massa. Potrebbe essere dotato di strumenti come un sottosistema radioscientifico, un altimetro laser, un magnetometro, una sonda Langmuir e una camera fotografica per la mappatura della superficie.
A febbraio 2017, la missione Europa Clipper è entrata nella cosiddetta fase B, e si valutò la possibilità di una missione di follow-up per l'invio di un lander, Europa Lander, tuttavia in seguito sotto la presidenza di Donald Trump a causa di tagli del budget la proposta venne rimandata. La fase B è proseguita nel 2019, sono stati selezionati fornitori di sottosistemi e prototipi di elementi hardware per gli strumenti scientifici, e nell'agosto 2019, la missione è passata alla fase C, che prevede la progettazione e la fabbricazione della sonda. Il lancio previsto di Europa Clipper è avvenuto il 14 ottobre 2024 e l'arrivo nel sistema gioviano è previsto per il 2030.

#### Altre proposte

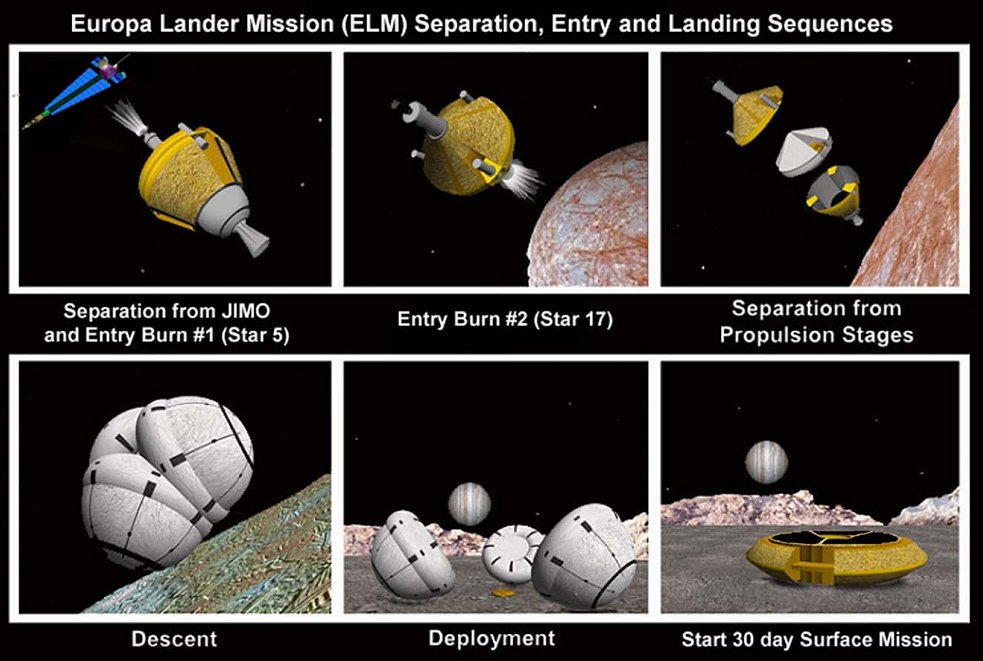
Immagine artistica di un progetto NASA del 2005 per l'invio di un lander su Europa (Europa Lander Mission).

Nel primo decennio del XXI secolo fu proposta una missione spaziale congiunta della NASA e dell'ESA denominata Europa Jupiter System Mission. Pianificata per il 2020 prevedeva l'utilizzo di due sonde spaziali automatiche e indipendenti per l'esplorazione del sistema gioviano: La Jupiter Europa Orbiter (JEO) della NASA e la Jupiter Ganymede Orbiter (JGO) pilotata dall'ESA facevano parte del programma cooperativo "Outer Planet Flagship Mission", che aveva l'obiettivo primario dello studio delle lune ghiacciate di Giove. Nel programma di cooperazione internazionale l'Agenzia spaziale giapponese propose di contribuire con il Jupiter Magnetospheric Orbiter (JMO), che avrebbe studiato la magnetosfera gioviana, mentre l'Agenzia spaziale russa espresse l'interesse per l'invio di un lander (Europa Lander). A quel tempo c'era la concorrenza di altre proposte, anche se la missione a Europa e la Titan Saturn System Mission avevano comunque la priorità sulle altre. Tuttavia il piano congiunto crollò nei primi anni del 2010 a causa del budget momentaneamente limitato della NASA.
Il Jovian Europa Orbiter è un progetto del programma dell'ESA Cosmic Vision i cui studi iniziarono nel 2007 mentre un altro è l'Ice Clipper (letteralmente "taglia ghiaccio") ed utilizzerebbe una sonda a impatto simile a quello della missione Deep Impact. La proposta prevede che l'impattatore si schianti in modo controllato sulla superficie di Europa, generando una nube di detriti che sarebbe poi raccolta da una piccola sonda spaziale che vi volerebbe attraverso. Senza il bisogno di un atterraggio e successivo decollo della sonda da un'orbita attorno Giove o Europa, questa sarebbe una delle missioni meno costose, poiché la quantità di carburante necessaria sarebbe ridotta.

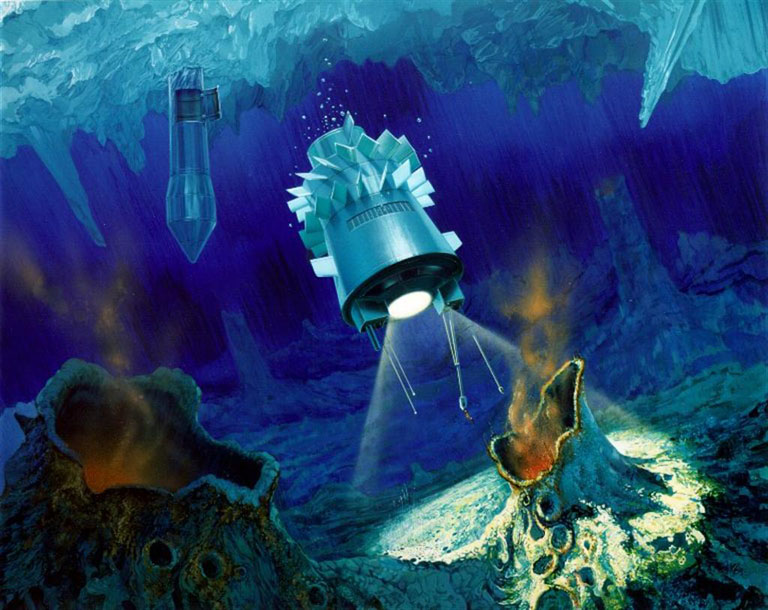
Concept Art del cryobot e dell'hydrobot

La Jupiter Icy Moons Orbiter (JIMO) era invece una missione con un veicolo spaziale alimentato a propulsione nucleare e parte del Progetto Prometheus. Il progetto tuttavia è stato cancellato nel 2005, perché eccessivamente oneroso in un periodo di ripensamento dell'esplorazione spaziale e perché ha incontrato notevoli opposizioni la soluzione proposta di un propulsore nucleare.
Un'altra missione cancellata in precedenza, che sarebbe dovuta partire nel 2002-2003, fu la Europa Orbiter, che sarebbe stata dotata di un radar speciale per la scansione sotto la superficie di Europa.
Una delle proposte più ambiziose vorrebbe utilizzare una grande Melt Probe (letteralmente "Sonda per fondere") nucleare (Cryobot) che attraverserebbe la superficie sciogliendo il ghiaccio fino ad arrivare all'oceano sottostante. The Planetary Society dice che scavare un pozzo fin sotto la superficie dovrebbe essere un obiettivo primario, e provvederebbe alla protezione dalle radiazioni gioviane. Una volta raggiunta l'acqua, la sonda rilascerebbe un veicolo sottomarino autonomo (hydrobot), che raccoglierebbe le informazioni per poi trasmetterle agli osservatori a Terra. Entrambi il cryobot e l'hydrobot dovrebbero essere sottoposti ad un'estrema sterilizzazione per evitare che la sonda rilevi organismi terrestri anziché l'eventuale vita nativa e per evitare una contaminazione dell'oceano su Europa. Questa proposta non è tuttavia ancora arrivata ad una seria pianificazione da parte degli scienziati.

## Parametri orbitali

La risonanza orbitale dei satelliti di Giove: Ganimede, Europa e Io.

Europa orbita attorno a Giove con un periodo di circa tre giorni e mezzo; il semiasse maggiore dell'orbita è pari a 670900 km. L'orbita è praticamente circolare con un'eccentricità di 0,0094 e un'inclinazione di soli 0,470° rispetto all'equatore gioviano.
Come tutti i Satelliti medicei Europa è in rotazione sincrona con Giove, con un emisfero del satellite costantemente rivolto verso il pianeta e un punto sulla sua superficie dal quale Giove appare allo zenit. Il meridiano fondamentale del satellite passa per questo punto.
A causa della leggera eccentricità della sua orbita, mantenuta dai disturbi generati dagli altri satelliti medicei, la distanza da Giove oscilla attorno ad un valore medio. Europa è forzata ad assumere una forma leggermente allungata verso Giove dalla forza gravitazionale del gigante gassoso; ma al variare della distanza dal pianeta, varia l'entità dello spostamento superficiale. In questo modo, una piccola parte dell'energia di rotazione di Giove si dissipa su Europa (riscaldamento mareale), che acquista calore. Questo processo avrebbe permesso la conservazione di un oceano liquido al di sotto della superficie ghiacciata del satellite.

## Struttura interna

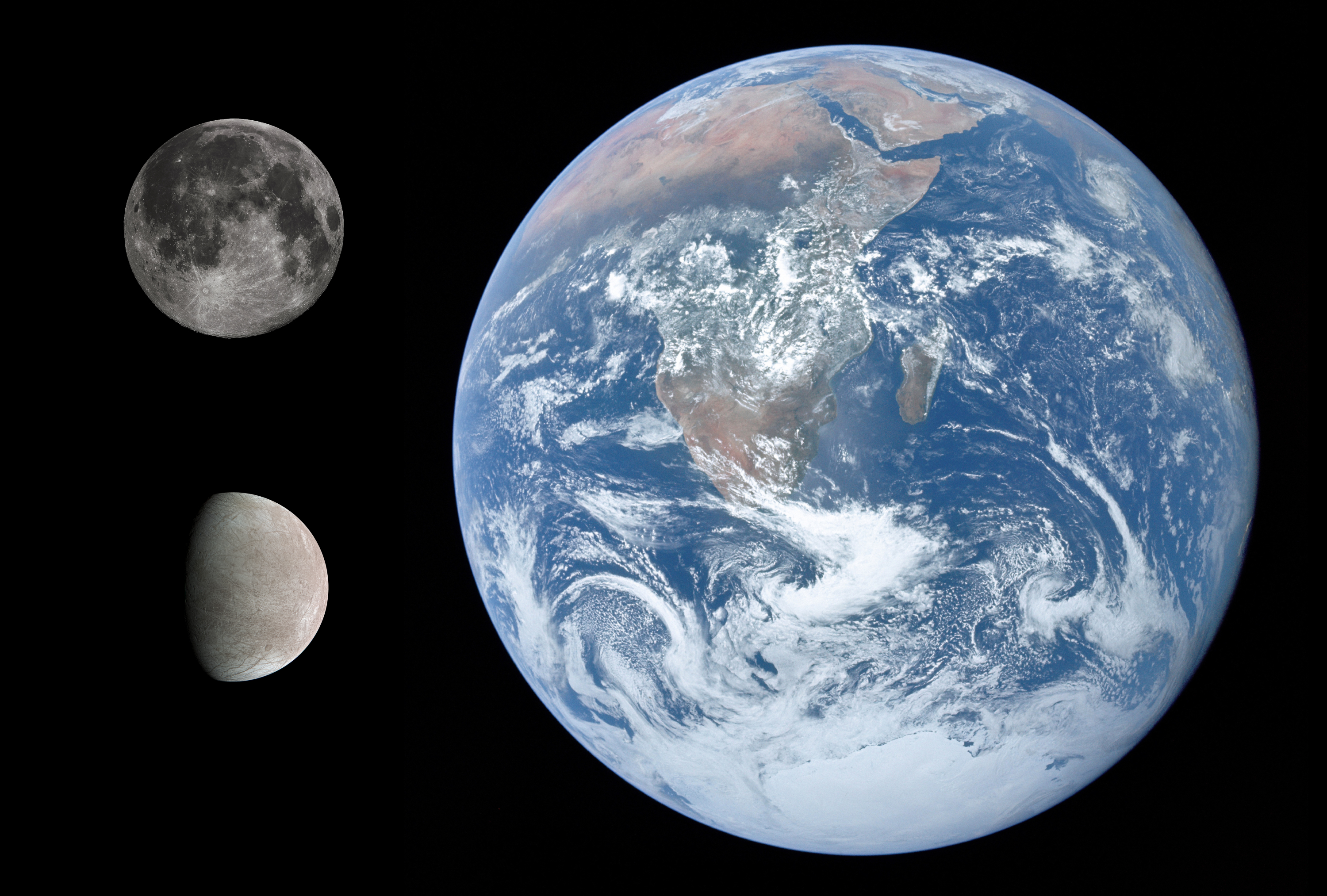
Le dimensioni di Europa (in basso a sinistra), comparate con quelle della Terra (a destra) e della Luna (in alto a sinistra)

Con un diametro di poco superiore a 3100 km, Europa è leggermente più piccola della Luna, è il sesto satellite più grande e il quindicesimo oggetto più grande del sistema solare. Anche se è il meno massiccio dei satelliti galileiani, è comunque più massiccio di tutte le lune più piccole messe assieme del sistema solare. La sua densità suggerisce che è simile in composizione ai pianeti terrestri, essendo prevalentemente composto di silicati.
Secondo le teorie comunemente accettate, Europa possiede uno strato di 100 km di acqua, in parte sotto forma di ghiaccio nella crosta superficiale, mentre sotto di essa si troverebbe uno strato di acqua liquida. L'oceano sotterraneo potrebbe essere composto di acqua salata ed avere una temperatura prossima allo zero centigrado; si tratterebbe quindi di condizioni ambientali favorevoli allo sviluppo di forme di vita elementari.
Ad avvalorare questa ipotesi c'è l'analisi dei dati magnetometrici rilevati dalla sonda Galileo, che ha mostrato che a una profondità compresa tra 5 e 20 chilometri, esiste uno strato di materia che conduce elettricità. Le variazioni magnetiche osservate sono possibili perché Europa orbita intorno a Giove immersa nel vasto campo magnetico del pianeta. Questo induce una corrente elettrica in uno strato conduttore prossimo alla superficie del satellite, corrente che a sua volta genera un campo magnetico secondario. Un'altra prova che suggerisce la presenza di un oceano sotto la superficie è la apparente rotazione di 80° della crosta, che sarebbe improbabile se il ghiaccio fosse saldamente attaccato al mantello. La presenza di acqua nel sottosuolo di Europa è stata data per certa dopo le osservazioni del Telescopio spaziale Hubble che rivelarono getti d'acqua fuoriusciti da crepe superficiali e scagliati fino ad un'altezza di 200 km. Questi enormi geyser sarebbero causati dallo stress mareale presente nell'interno della luna

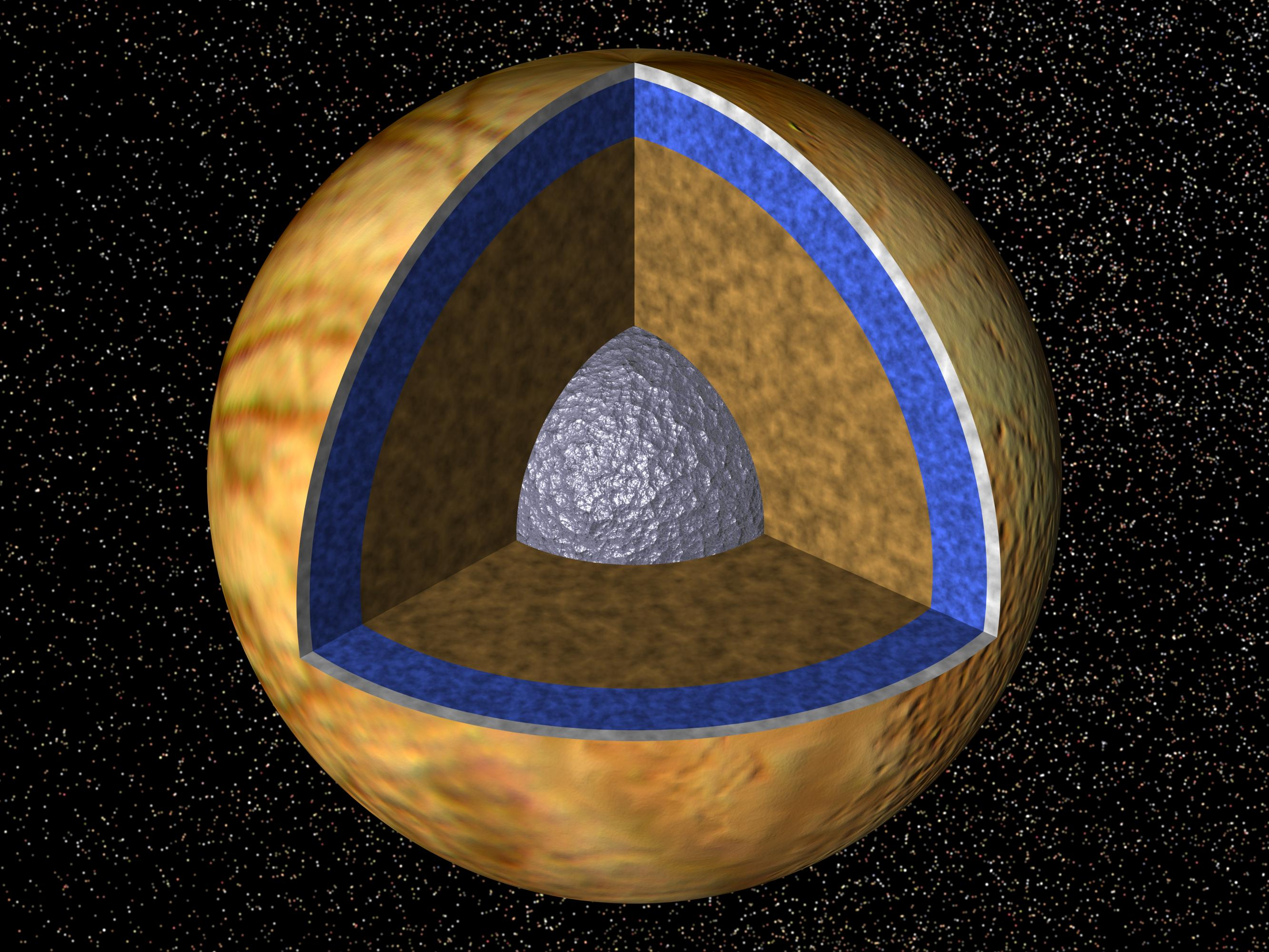
La struttura interna di Europa.

Più internamente, Europa possiede probabilmente un nucleo di ferro metallico.

### Oceano sotto la superficie
Si pensa che sotto la superficie di Europa ci sia uno strato di acqua liquida mantenuta tale dal calore generato dalle "maree" causate dall'interazione gravitazionale con Giove. La temperatura sulla superficie di Europa è di circa 110 K (−163 °C) all'equatore e di solo 50 K (−223 °C) ai poli, cosicché il ghiaccio superficiale è permanentemente congelato. I primi indizi di un oceano liquido sotto la superficie vennero da considerazioni teoriche relative al riscaldamento gravitazionale (conseguenza dell'orbita leggermente eccentrica di Europa e della risonanza orbitale con gli altri satelliti medicei). I membri del team imaging del progetto Galileo hanno analizzato le immagini di Europa della sonda Voyager e della sonda Galileo per affermare che anche le caratteristiche superficiali di Europa dimostrano l'esistenza di un oceano liquido sotto la superficie. L'esempio più eclatante sarebbe il terreno "caotico", una caratteristica comune sulla superficie di Europa che alcuni interpretano come una regione in cui l'oceano sotto la superficie ha sciolto la crosta ghiacciata. Questa interpretazione è estremamente controversa. La maggior parte dei geologi che ha studiato Europa favorisce quello che viene chiamato modello del "ghiaccio spesso" in cui l'oceano ha raramente, se non mai, direttamente interagito con la superficie. I diversi modelli per stimare lo spessore del guscio di ghiaccio danno valori oscillanti tra qualche chilometro e qualche decina di chilometri.

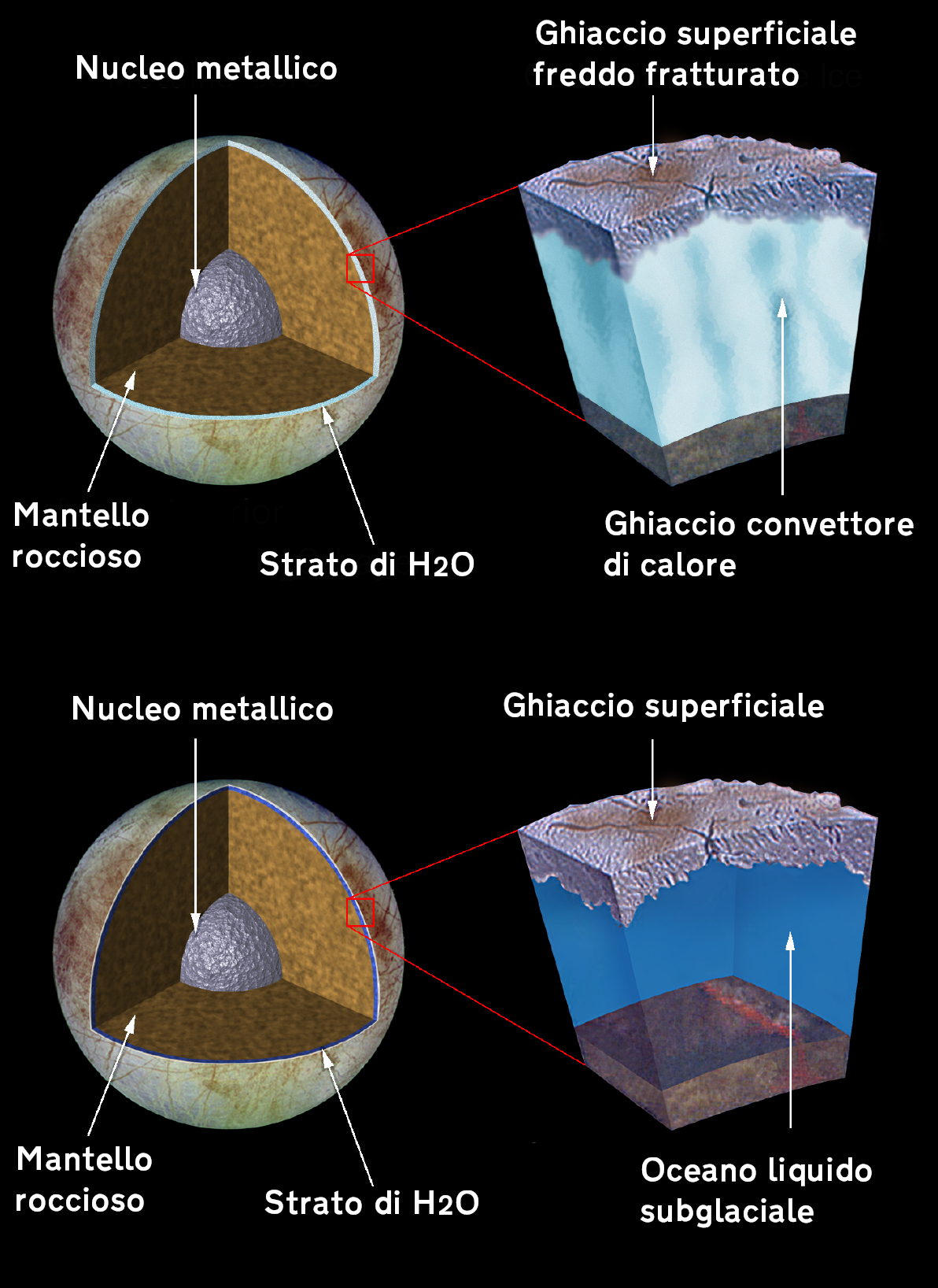
L'oceano sotto la superficie di Europa

La prova migliore per il cosiddetto modello del "ghiaccio spesso" è uno studio dei grandi crateri di Europa. I più grandi sono circondati da cerchi concentrici e sembrano essere riempiti con ghiaccio fresco relativamente liscio; basandosi su questo e sulla quantità di calore generata dalle maree di Europa, è stato teorizzato che la crosta esterna di ghiaccio solido sia spessa approssimativamente 10−30 km, il che potrebbe significare che l'oceano liquido sottostante potrebbe essere profondo circa 100 km.
Il modello a "ghiaccio sottile" suggerisce invece che lo strato di ghiaccio di Europa sia spesso solo pochi chilometri. Tuttavia, la maggior parte degli scienziati planetari affermano che questo modello considera che solo i più alti strati della crosta di Europa si comportino elasticamente quando colpiti dalla marea di Giove. Questo modello suggerisce che la parte elastica esterna della crosta di ghiaccio potrebbe essere sottile solo 200 metri. Se lo strato di ghiaccio di Europa fosse spesso solo pochi chilometri, come propone il modello "ghiaccio sottile", significherebbe che potrebbero avvenire contatti regolari tra l'interno liquido e la superficie attraverso crepe, causando la formazione di zone di terreno caotico.
Alla fine del 2008, venne suggerito che Giove potrebbe mantenere gli oceani di Europa caldi generando grandi onde di marea su Europa a causa della sua piccola (ma non nulla) obliquità. Questo tipo di marea precedentemente non considerata genera le cosiddette onde di Rossby, che pur viaggiando molto lentamente, alla velocità di pochi chilometri al giorno, sono in grado di generare una significativa quantità di energia cinetica. Per l'attuale stima dell'inclinazione assiale di Europa (0,1 gradi), la risonanza delle onde Rossby produrrebbe 7,3×1017 J di energia cinetica, che è duemila volte più grande di quella delle forze di marea dominanti. La dissipazione di questa energia potrebbe essere la principale fonte di calore dell'oceano di Europa.
La sonda Galileo ha anche scoperto che Europa ha un debole momento magnetico, variabile e indotto dal grande campo magnetico di Giove, la cui intensità è di circa un sesto di quella del campo di Ganimede e sei volte quello di Callisto. L'esistenza del momento magnetico indotto richiede la presenza di materiale conduttore sotto la superficie, come ad esempio un grande oceano di acqua salata. Le prove spettrografiche suggeriscono che le strisce rosso scuro e le caratterizzazioni sulla superficie di Europa potrebbero essere ricche di sali come il solfato di magnesio, depositatosi tramite l'evaporazione dell'acqua che emerge da sotto. L'acido solforico idrato è un'altra possibile spiegazione dei contaminanti osservati spettroscopicamente. In entrambi i casi, siccome questi materiali sono privi di colore o bianchi quando puri, altri elementi devono essere presenti a loro volta per contribuire al colore rossastro. Si suggerisce la presenza di composti a base zolfo.

## Superficie

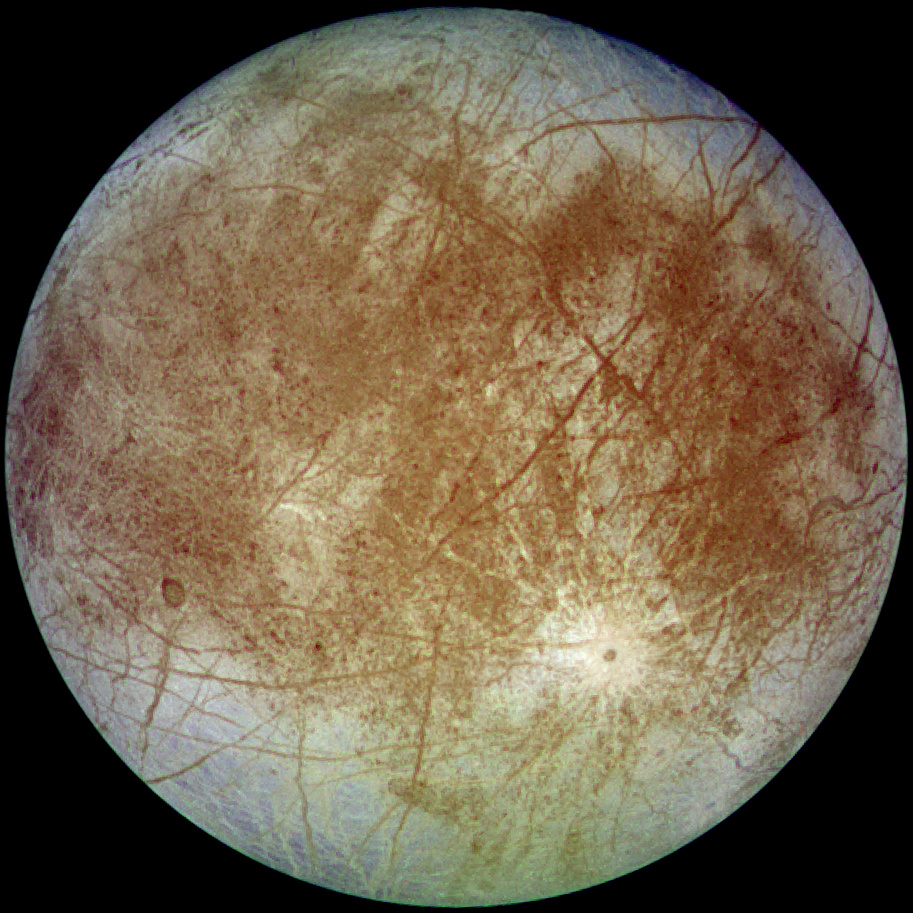
Europa in colori reali in un mosaico della sonda Galileo il 7 settembre 1996 da una distanza di.

Europa è uno degli oggetti più lisci nel sistema solare e priva di grandi formazioni come montagne e crateri da impatto, il che rende plausibile un suo costante rimodellamento. I segni profondi ed incrociati più evidenti sulla luna sembrano essere principalmente dovute all'albedo, la quale enfatizza la topografia della bassa superficie. L'albedo (quantità di luce riflessa) di Europa è 0,64, una delle più alte di tutte le lune conosciute e causata dall'alta riflettività della sua superficie ghiacciata. Questo sembra indicare una superficie giovane ed attiva; basandosi su stime della frequenza di bombardamento "cometario" che raggiunge Europa, la superficie ha da 20 a 180 milioni di anni circa. Non esiste pieno consenso tra la comunità scientifica per spiegare le talvolta contraddittorie caratteristiche superficiali di Europa.
Il livello di radiazione che colpisce la superficie di Europa è equivalente ad una dose di circa 5400 mSv (540 rem) al giorno, una quantità di radiazione sufficiente a causare una grave malattia o la morte in un essere umano che rimanga esposto in superficie un solo giorno.

### Lineae

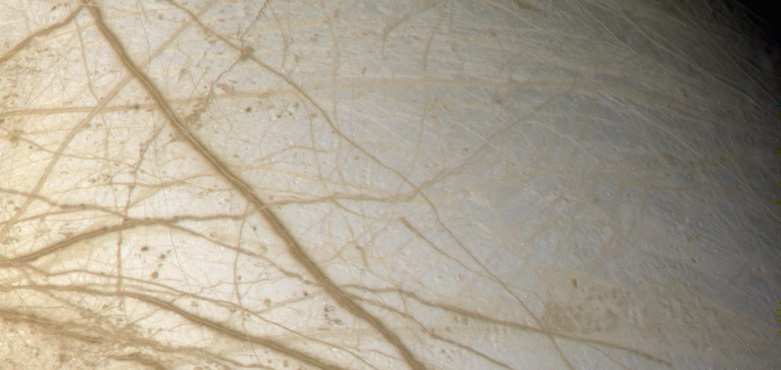
Immagine a colori "quasi" naturali di Europa dalla sonda Galileo.

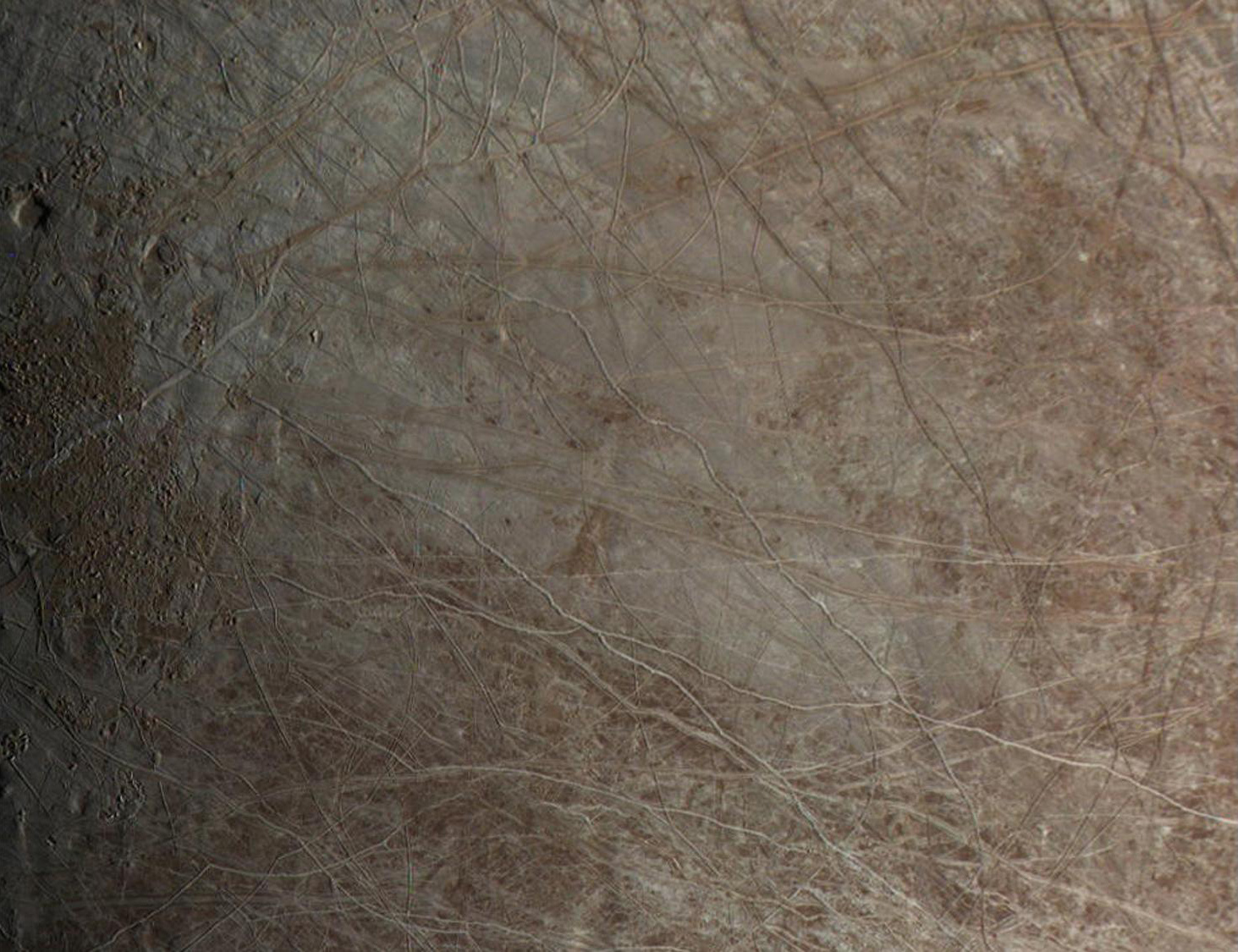
Dettagli della superficie di Europa in una fotografia scattata dalla sonda Juno durante il sorvolo ravvicinato del 2022.

La caratteristica più notevole della superficie di Europa è una serie di striature scure che attraversano, incrociandosi tra di loro, l'intero satellite. Un esame da vicino mostra che il bordo della crosta di Europa su ogni lato delle crepe si è mosso rispetto agli altri. Le bande più larghe sono di circa 20 km con dei bordi leggermente scuri, striature regolari, e una banda centrale di materiale più chiaro. Questo potrebbe essere stato prodotto da una serie di eruzioni vulcaniche di acqua o geyser quando la superficie di Europa si allarga scoprendo gli strati più caldi sepolti. L'effetto è simile a quello visibile nelle dorsali oceaniche terrestri. Si pensa che queste numerose fratture siano state provocate in buona parte dagli stress gravitazionali esercitati da Giove; fino a che Europa è in rotazione sincrona con Giove, e quindi mantiene sempre lo stesso orientamento verso il pianeta, i modelli degli stress dovrebbero dare luogo a una forma distinta e prevedibile. Tuttavia, solo la più giovane delle fratture su Europa si conforma al modello previsto; le altre fratture sembrano aver preso orientamenti sempre più diversi mano a mano che la loro età aumenta. Questo si può spiegare se la superficie di Europa ruota leggermente più velocemente del suo interno, un effetto che è possibile con un oceano sottosuperficiale che separi meccanicamente la superficie della luna dal suo mantello roccioso e dagli effetti della gravità di Giove che tira la crosta ghiacciata della luna. Confronti fatti tra le foto della Voyager  e della Sonda Galileo suggeriscono che la crosta di Europa ruota ad una velocità tale da fare un giro in più rispetto al suo interno ogni 12 000 anni.
Immagini delle Voyager e Galileo hanno anche rivelato prove di subduzione sulla superficie di Europa, suggerendo che lastre della crosta ghiacciata vengano riciclate nell'interno fuso, come avviene per le placche tettoniche della Terra. Se ciò venisse confermato, sarebbe la prima prova dell'esistenza della tettonica delle placche in un mondo diverso dalla Terra.

### Altre formazioni geologiche

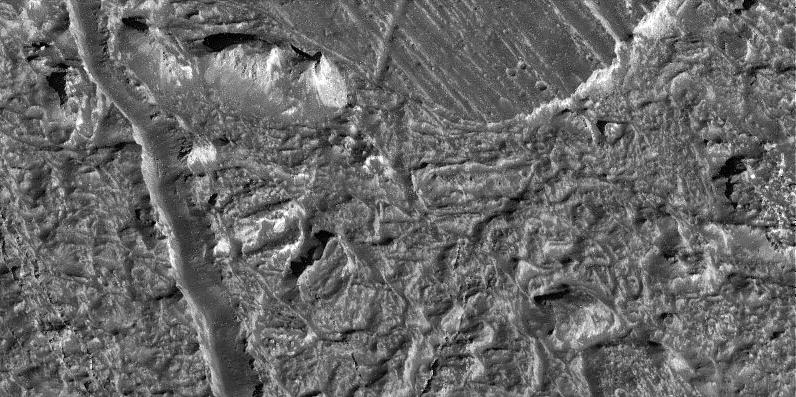
Montagne rugose e regioni lisce mescolate nella regione Conamara Chaos

Un altro tipo di formazione presente su Europa sono lenticulae circolari ed ellittiche. Molte sono cupole, alcune sono buche e diverse sono punti scuri e lisci. Altre hanno una superficie confusa o ruvida. Le cime delle cupole sembrano parti delle antiche pianure che le circondano, suggerendo che si siano formate quando le pianure sono state spinte verso l'alto.

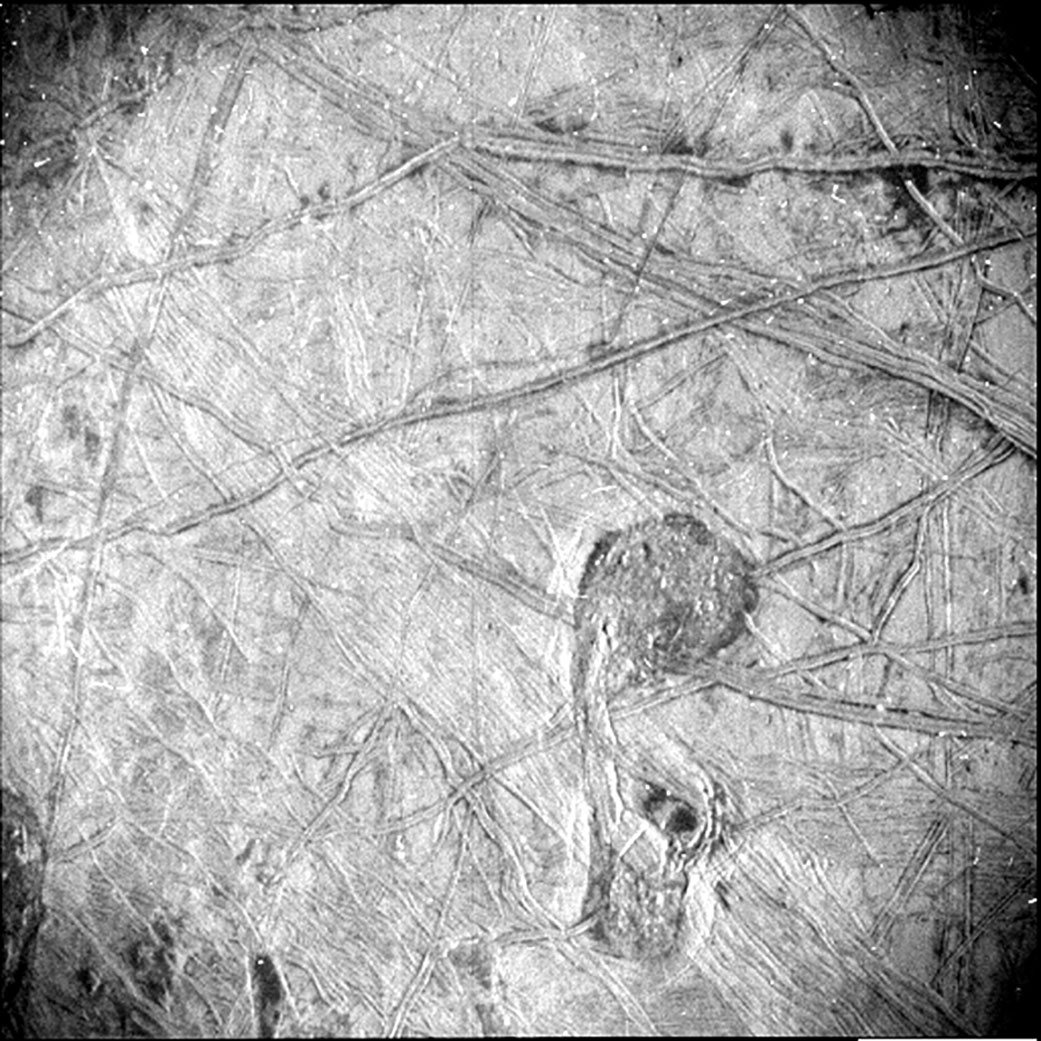
Immagine ad alta risoluzione di un'area della superficie di 150 x 200 km di Europa ripresa dalla sonda Juno.

Si pensa che tali lenticulae si siano formate da diapiri di ghiaccio caldo che sale attraverso il ghiaccio più freddo della crosta esterna, similmente alle camere magmatiche sulla crosta terrestre. I punti scuri e lisci potrebbero essersi formati da acqua liquida liberata quando il ghiaccio più caldo arriva in superficie; le lenticulae ruvide e confuse (chiamate regioni del "caos", per esempio la Conamara Chaos) sembrerebbero essersi formate da molti piccoli frammenti di crosta incastonati in formazioni collinose di materiale più scuro, forse come iceberg in un mare di ghiaccio.
Un'ipotesi alternativa suggerisce che le lenticulae siano in realtà piccole aree caotiche e che le buche, le macchie e le cupole derivino dalla sovrastima delle immagini a bassa risoluzione della Galileo. Il problema è che il ghiaccio sarebbe troppo sottile per sostenere il modello convettivo dei diapiri per la formazione di tali strutture.

Nel novembre 2011, un team di ricercatori dell'Università del Texas a Austin presentarono prove pubblicate sulla rivista Nature che suggeriscono che molte caratteristiche dei "terreni caotici" di Europa si trovano al di sopra di vasti laghi di acqua allo stato liquido. Questi laghi sarebbero interamente racchiusi nel guscio esterno ghiacciato di Europa e non sono collegati all'oceano liquido che si pensa esistere sotto lo strato di ghiaccio. Una piena conferma dell'esistenza dei laghi richiede una missione spaziale progettata per sondare lo strato ghiacciato fisicamente o indirettamente, per esempio usando il radar.

## Atmosfera

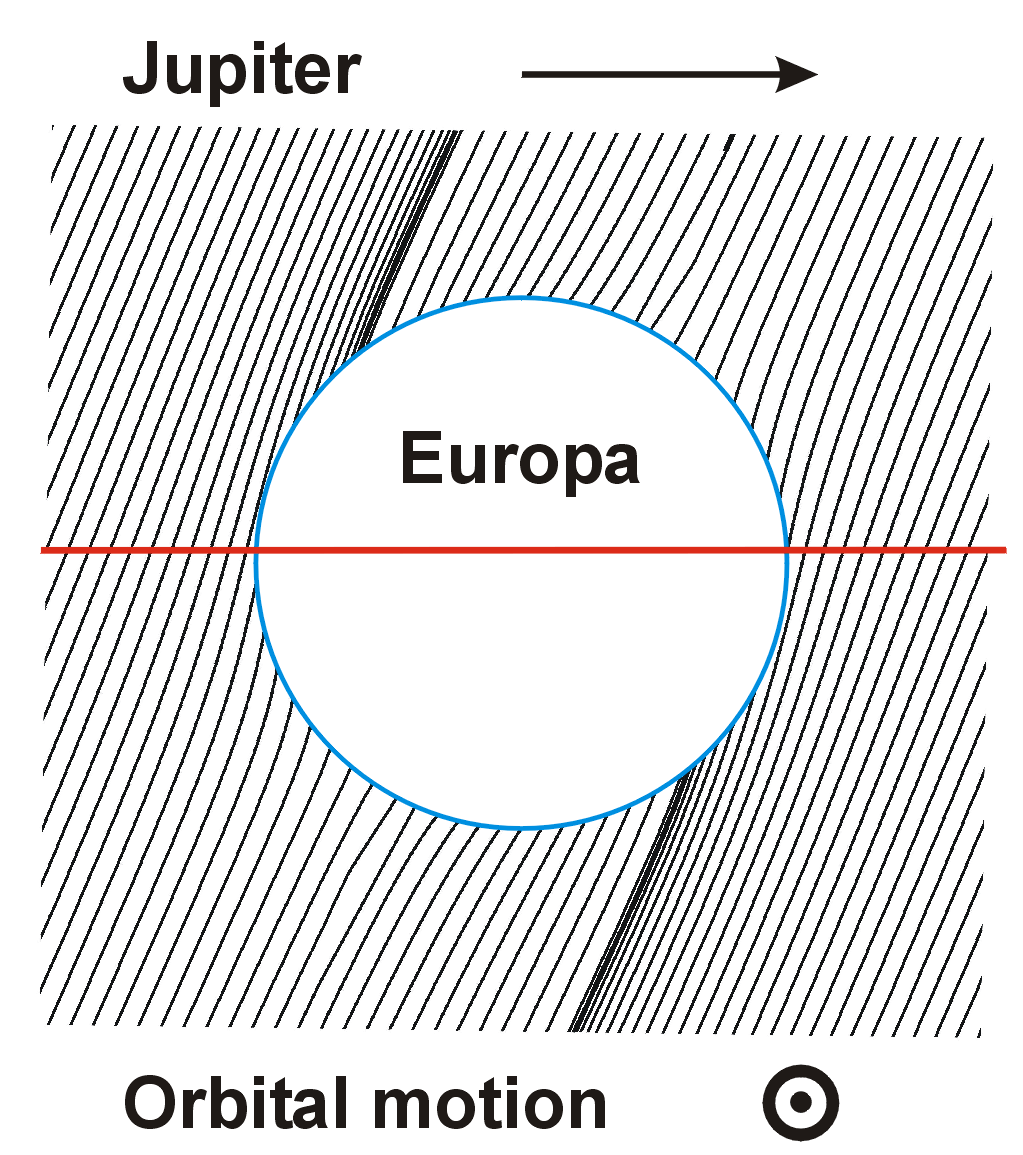
Il campo magnetico attorno a Europa. La linea rossa mostra la traiettoria della sonda Galileo durante uno dei suoi sorvoli ravvicinati.

Osservazioni condotte nel 1994 tramite lo spettrografo di bordo del telescopio spaziale Hubble hanno rivelato la presenza di una tenue atmosfera attorno al satellite, composta di ossigeno. La pressione atmosferica al suolo è nell'ordine del micropascal. Di tutti i satelliti naturali del sistema solare, solo altri sei (Io, Ganimede, Callisto, Titano, Encelado e Tritone) possiedono un'atmosfera apprezzabile.
A differenza dell'ossigeno presente nell'atmosfera terrestre, quello di Europa non ha origine biologica: è con tutta probabilità generato dall'interazione della luce solare e di particelle cariche con la superficie ghiacciata del satellite, che porta alla produzione di vapore acqueo. In seguito alla dissociazione in ossigeno e idrogeno sempre causata dalla radiolisi, quest'ultimo, che è più leggero, sfugge con facilità all'attrazione gravitazionale del corpo e si disperde nello spazio.
L'ossigeno invece, più denso e pesante, rimane più a lungo nell'atmosfera anche perché non congela a contatto della superficie come fanno invece l'acqua o il perossido di idrogeno (acqua ossigenata) e rientra quindi in ciclo nell'atmosfera.
Nel settembre del 2023, un team di scienziati guidato da Geronimo Villanueva, ha analizzato i dati ricavati dal Near-Infrared Spectrograph, uno strumento montato sul telescopio spaziale James Webb, progettato per analizzare la luce a diverse lunghezze d'onda proveniente di vari corpi celesti. L'analisi di questi dati ha portato alla scoperta sull'origine dei depositi superficiali di anidride carbonica che sembrano provenire dall'interno della luna denotando una somiglianza con l'oceano terrestre. Questa è un'altra prova a favore dell'ipotesi che sotto la superficie ghiacciata della luna possa esserci vita.

### Geyser di vapor acqueo
Su Europa possono periodicamente verificarsi pennacchi di acqua che arrivano ad un'altezza di 200 km, oltre 20 volte l'altezza del monte Everest.. Dopo le prime osservazioni di geyser e pennacchi e speculazioni del 2012, la NASA in una conferenza stampa conferma nel 2016 l'effettiva esistenza provata dall'osservazione di Europa per 15 mesi da parte di William Sparks (Space Telescope Science Institute, Baltimora), il cui lavoro è stato pubblicato su Astrophysical Journal, durante i suoi passaggi in linea visiva tra Terra e Giove che evidenziano numerosi pennacchi acquei di altezza variabile, fino a 200 km, che appaiono e scompaiono anche nel giro di una settimana sulla superficie di Europa; la scoperta dimostrerebbe inconfutabilmente la presenza di un oceano sottostante i ghiacci che viene scaldato, per dinamiche ancora al vaglio degli studiosi (comprendenti forze mareali di Giove, pressioni della crosta, attività vulcaniche, bombardamento di raggi cosmici, etc), fino a fuoriuscire dalla crosta ghiacciata con enormi geyser di vapore acqueo. La forza mareale causata da Giove è forse la principale fonte di energia su Europa, essendo 1000 volte più potente di quella causata sulla Terra dalla Luna. L'acqua fuoriesce dal sottosuolo ad una velocità di 2500 km/h. L'unica altra luna nel Sistema Solare che esibisce pennacchi di vapore acqueo è Encelado, tuttavia, mentre il tasso di eruzione stimato su Europa è di circa 7000 kg/s, nei pennacchi di Encelado arriva a "solo" 200 kg/s. L’analisi di una serie di dati riscoperti dopo 20 anni, e raccolti a centinaia di milioni di chilometri da noi, ha da poco fornito le prove più consistenti sull’esistenza degli enormi getti d’acqua e vapore che si producono sulla superficie di Europa, grazie al lavoro della sonda Galileo tra il 1995 e il 2003.

## Vita su Europa

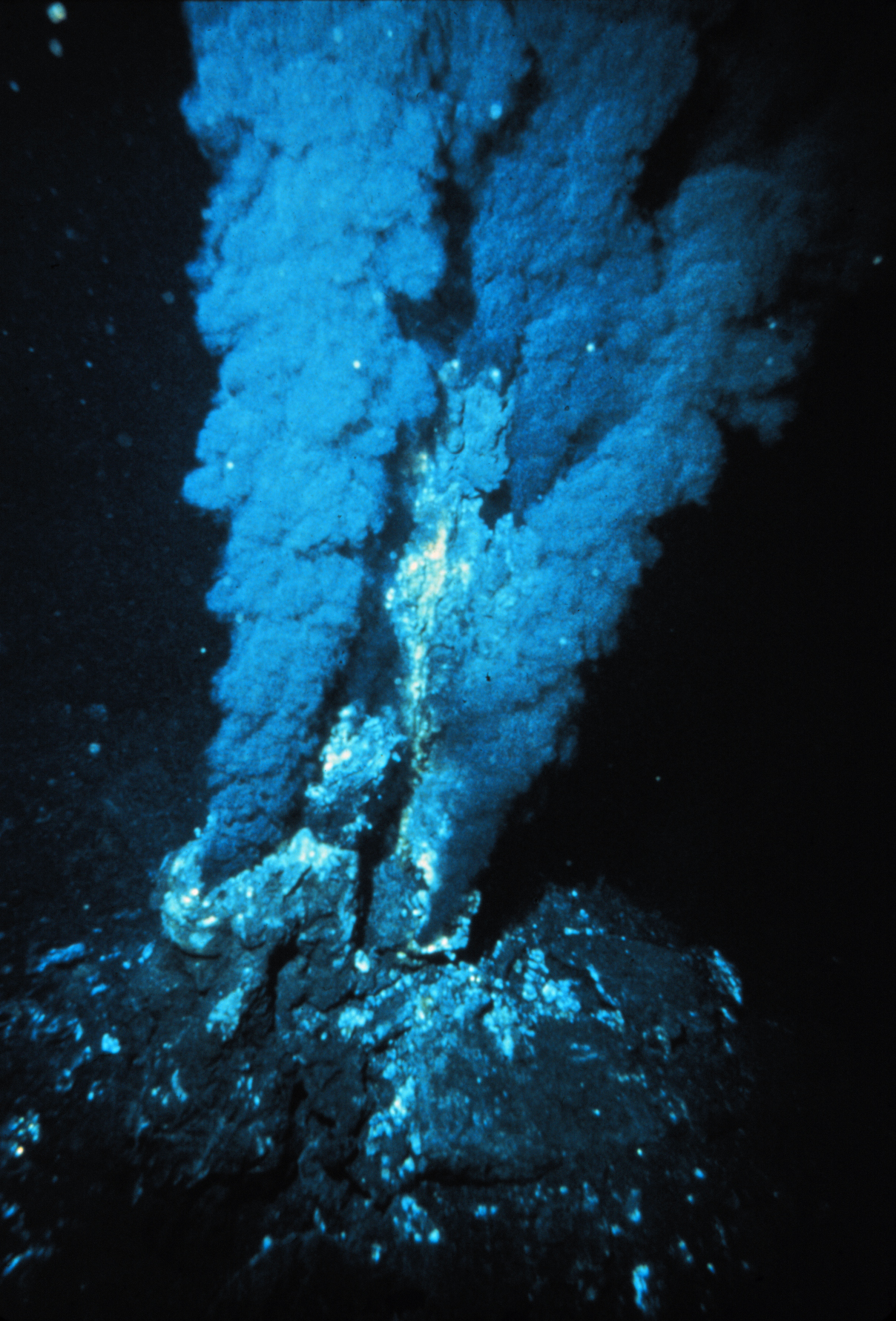
Una sorgente idrotermale, come questa nell'Oceano Atlantico, può fornire energia per sostenere la vita anche in assenza di luce solare.

Europa è considerato come uno dei mondi in cui c'è alta probabilità che si sia sviluppata vita extraterrestre. È stato ipotizzato che la vita potrebbe esistere in questo oceano al di sotto del ghiaccio, in un ambiente simile a quello delle sorgenti idrotermali presenti sulla Terra nelle profondità dell'oceano o sul fondo del Lago Vostok, in Antartide. Allo stato attuale non ci sono prove che attestino la presenza di forme di vita su Europa, ma la presenza di acqua liquida è così probabile da rafforzare le richieste di inviare sonde per investigare.
Fino al 1970 si pensava che la vita avesse bisogno dell'energia solare per potersi sviluppare, con le piante che sulla superficie catturano l'energia solare e, attraverso la fotosintesi, producono carboidrati dall'anidride carbonica e dall'acqua, rilasciando ossigeno nel processo, che vengono poi consumati dagli animali creando una catena alimentare. Anche nell'oceano profondo, molto al di sotto della portata della luce del sole, si pensava che il nutrimento venisse solo dalla superficie, direttamente o indirettamente, in particolare tramite i detriti organici che scendono da essa. L'accesso alla luce solare era quindi ritenuto fondamentale per poter sostenere la vita in un determinato ambiente.

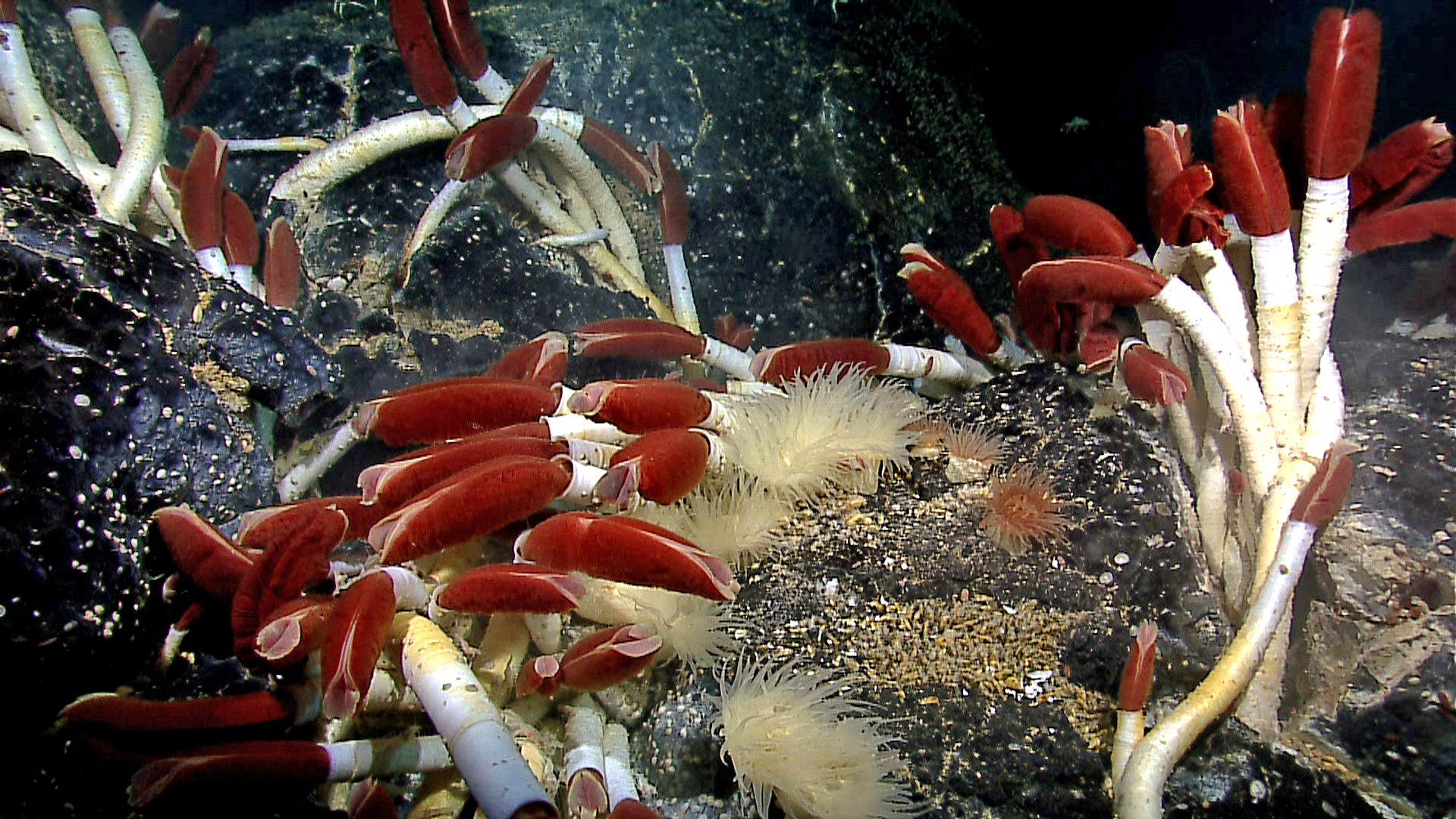
Questa colonia di verme tubo gigante vive nei pressi di una sorgente idrotermale nell'Oceano Pacifico: anche se essi hanno bisogno di ossigeno, altri microrganismi che vivono in questi luoghi non lo necessitano.

Tuttavia, nel 1977, durante un'immersione esplorativa alla isole Galápagos con il sommergibile DSV Alvin, gli scienziati scoprirono colonie di vermi tubo giganti, crostacei, molluschi bivalvi e altre creature raggruppate intorno a delle sorgenti idrotermali, da cui esce acqua riscaldata dall'attività tettonica terrestre. Queste creature prosperano nonostante non abbiano accesso alla luce del sole e venne scoperto che erano parte di una catena alimentare del tutto indipendente. Invece delle piante, alla base di questa catena alimentare c'era una forma di batterio, la cui energia deriva dalla ossidazione di sostanze chimiche, come l'idrogeno o l'acido solfidrico, che ribolle dall'interno della Terra. Questa chemiosintesi batterica rivoluzionò lo studio della biologia, rivelando che la vita non dipendeva esclusivamente dall'irraggiamento solare: acqua ed energia erano sufficienti. Con questa scoperta si aprì una nuova strada in astrobiologia, e il numero di possibili habitat extraterrestri da prendere in considerazione aumentò sensibilmente.

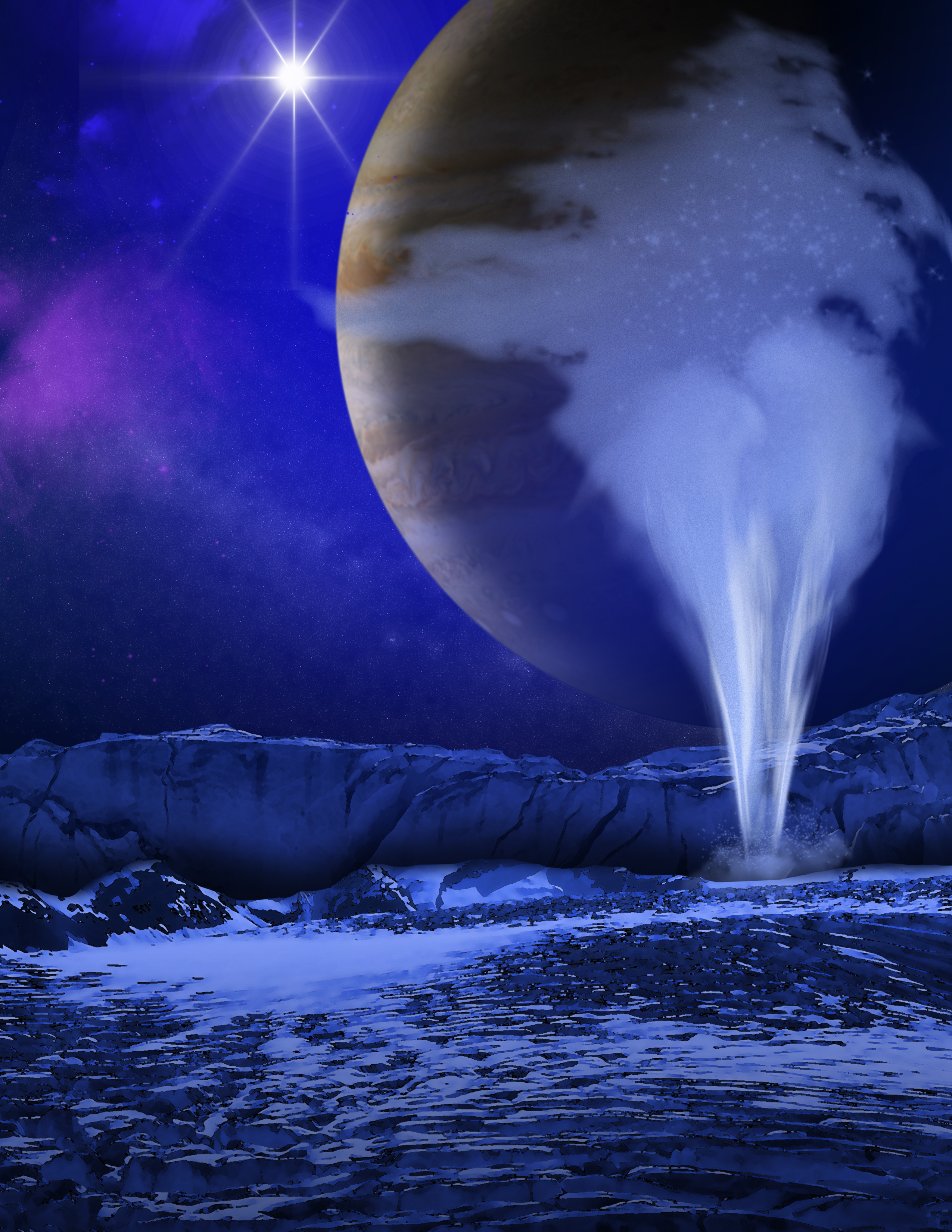
Immagine artistica di un geyser di Europa.

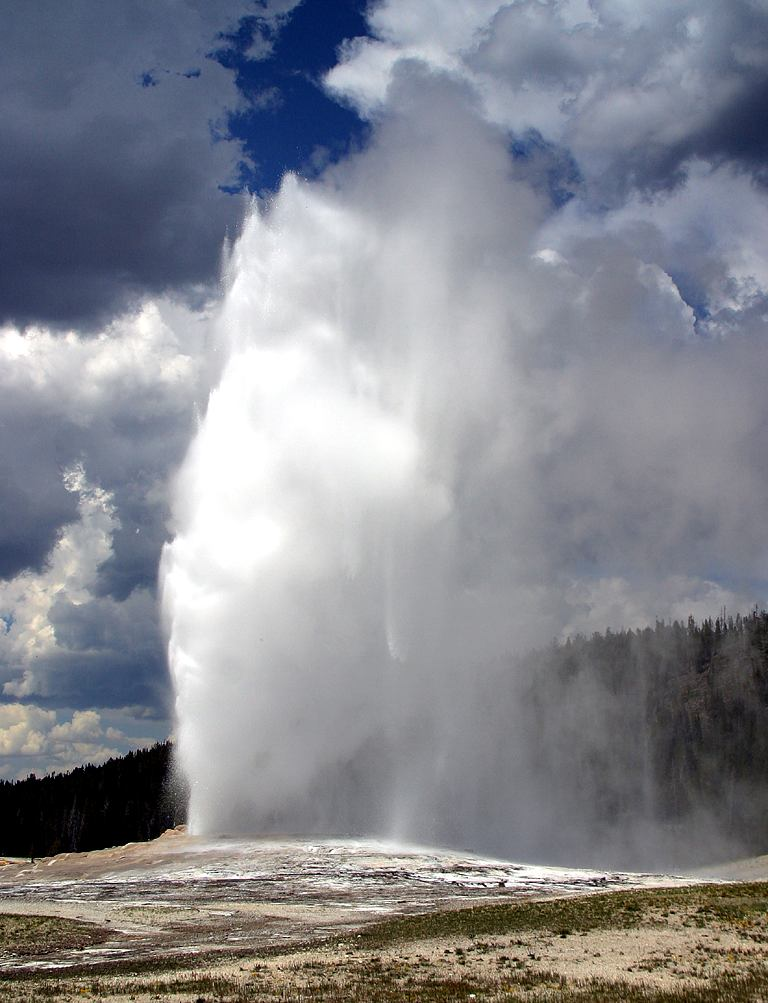
In confronto, l'eruzione di un geyser terrestre.

Anche se i vermi tubo e gli altri organismi multicellulari scoperti attorno alle sorgenti idrotermali respirano ossigeno e sono quindi indirettamente dipendenti dalla fotosintesi, i batteri anaerobici e gli archeobatteri che abitano questi ecosistemi potrebbero fornire un esempio di come potrebbe essersi sviluppata la vita nell'oceano di Europa. L'energia fornita dalle maree gravitazionali mantiene geologicamente attivo l'interno di Europa, proprio come succede, in modo ben più evidente, sulla vicina Io. Europa potrebbe possedere una fonte di energia interna da decadimento radioattivo come la Terra, ma l'energia generata dalle maree sarebbe enormemente maggiore rispetto a qualsiasi sorgente radioattiva. Tuttavia, l'energia mareale non potrebbe mai sostenere un ecosistema su Europa così ampio e diversificato come l'ecosistema terrestre basato sulla fotosintesi.
La vita su Europa potrebbe esistere attorno a sorgenti idrotermali dell'oceano, o sotto il fondo dell'oceano stesso, come succede per alcuni endoliti terrestri. Oppure potrebbero esistere organismi aggrappati alla superficie inferiore dello strato di ghiaccio, come alghe e batteri che vivono nelle regioni polari della Terra, o ancora, alcuni microrganismi potrebbero fluttuare liberamente nell'oceano di Europa. Tuttavia, se gli oceani di Europa fossero troppo freddi, i processi biologici simili a quelli noti sulla Terra non potrebbero avvenire e, allo stesso modo, se l'oceano fosse troppo salato, potrebbero vivere in quell'ambiente solo alofili estremi.
Nel settembre del 2009, il planetologo Richard Greenberg calcolò che i raggi cosmici che raggiungono la superficie di Europa potrebbero convertire il ghiaccio d'acqua in ossigeno libero (O2), che potrebbe poi essere assorbito nell'oceano attraverso buche e crepe superficiali. Con questo processo Greenberg stima che gli oceani di Europa potrebbero forse raggiungere una concentrazione di ossigeno superiore a quella degli oceani della Terra nel giro di pochi milioni di anni. Ciò consentirebbe a Europa di sostenere non solo la vita di microrganismi anaerobici, ma anche quella di organismi aerobici, come i pesci.
Robert Pappalardo, un ricercatore del Dipartimento di Astrofisica e di Scienze planetarie dell'Università del Colorado, nel 2006 affermò:
(Robert T. Pappalardo)
Nel novembre 2011, un team di ricercatori con un articolo sulla rivista Nature suggerì l'esistenza di vasti laghi di acqua liquida racchiusa nel guscio esterno ghiacciato di Europa e distinta dall'oceano liquido che si pensa esistere più in basso. In caso di conferma, i laghi potrebbero costituire altri habitat potenzialmente abitabili.
Un articolo pubblicato nel marzo 2013 suggerisce che il perossido di idrogeno (acqua ossigenata) abbonda in gran parte della superficie di Europa. Gli autori affermano che se il perossido sulla superficie si mescolasse all'oceano sottostante, sarebbe un'importante fonte energetica per eventuali forme di vita semplici e che il perossido di idrogeno è quindi un fattore importante per l'abitabilità dell'oceano di Europa, perché questo perossido decade in ossigeno quando mescolato con acqua liquida.
L'11 dicembre 2013, la NASA riferì di aver individuato dei fillosilicati, "minerali argillosi", spesso associati a materiali organici, sulla crosta ghiacciata di Europa. Gli scienziati suggeriscono che la presenza dei minerali è dovuta ad una collisione di un asteroide o di una cometa. Nella teoria della panspermia (più precisamente nella Lithopanspermia) viene suggerito che la vita terrestre potrebbe essere arrivata alle lune di Giove tramite la collisione di asteroidi o comete.

## Il cielo visto da Europa
Anche se il Sole nonostante un diametro angolare di soli 6 minuti d'arco sarebbe comunque l'oggetto più luminoso del cielo, da Europa l'oggetto più esteso sarebbe di gran lunga Giove, che dalla luna ha un diametro angolare variabile tra 808 e 824 arcominuti, equivalenti a oltre 13 gradi (circa 25 volte la Luna piena vista dalla Terra) mentre a confronto la Terra vista dalla luna ha un diametro apparente di soli 2°. Tuttavia, essendo in rotazione sincrona, Giove sarebbe visibile solo da un emisfero di Europa, quello perennemente rivolto verso lo stesso Giove.
Anche le vicine lune Io e Ganimede sarebbero comunque più grandi della Luna vista dalla Terra, con diametri apparenti che alla minima vicinanza vanno da 44 a 48 minuti d'arco, mentre la Luna dalla Terra ha un diametro angolare, a confronto, di circa 30'. Callisto invece, ha un diametro apparente massimo da Europa di 13,5'.

## Europa nella fantascienza
Europa è al centro di molte opere letterarie, videogiochi e film di fantascienza:
- Europa gioca un ruolo fondamentale del libro e nell'omonimo film 2010: Odissea due, di Arthur C. Clarke, e nel prosieguo della saga. Il pianeta ospita forme di vita primitive che ne popolano gli abissi oceanici; alieni ultra-avanzati trasformano Giove in una piccola stella per accelerarne l'evoluzione.
- Anche nel libro 2061: Odissea tre Europa è al centro della narrazione. Viene provata, infatti, la presenza di vita anfibia tra i ghiacci della luna e viene scoperto, inoltre, che il Monte Zeus, alto quanto l'Everest terrestre, non è che un gigantesco diamante precipitato su Europa in seguito all'esplosione del nucleo di Giove.
- Nel romanzo L'ultimatum, di Greg Bear (1987), Europa viene completamente distrutto da alieni che ne utilizzano i resti ghiacciati per terraformare altri pianeti.
- Creature provenienti da Europa sono protagoniste del romanzo di fantascienza Ilium, di Dan Simmons (2003).
- Nel romanzo di fantascienza La matrice spezzata, di Bruce Sterling (1985), Europa è abitata da esseri oltreumani geneticamente modificati.
- Nel videogioco Destiny 2 Europa è rappresentata colonizzata, seppur non terraformata.[118]
- Nel film 2010 l'anno del contatto di Peter Hyams tratto dal romanzo di Arthur C. Clarke.
- Nel film Europa Report di Sebastiàn Cordero del 2013, un equipaggio viene mandato in missione su Europa.

### Titoli generali
- (EN) George Forbes, History of Astronomy, Londra, Watts & Co., 1909.
- (EN) Albrecht Unsöld, The New Cosmos, New York, Springer-Verlag, 1969.
- H. L. Shipman, L'Universo inquieto. Guida all'osservazione a occhio nudo e con il telescopio. Introduzione all'astronomia, Bologna, Zanichelli, 1984, ISBN 88-08-03170-5.
- H. Reeves, L'evoluzione cosmica, Milano, Rizzoli–BUR, 2000, ISBN 88-17-25907-1.
- AA.VV, L'Universo - Grande enciclopedia dell'astronomia, Novara, De Agostini, 2002.
- J. Gribbin, Enciclopedia di astronomia e cosmologia, Milano, Garzanti, 2005, ISBN 88-11-50517-8.
- W. Owen, et al, Atlante illustrato dell'Universo, Milano, Il Viaggiatore, 2006, ISBN 88-365-3679-4.
- M. Rees, Universo. Dal big bang alla nascita dei pianeti. Dal sistema solare alle galassie più remote, Milano, Mondadori Electa, 2006,  p. 512.

### Titoli specifici

#### Sul sistema solare
- M. Hack, Alla scoperta del sistema solare, Milano, Mondadori Electa, 2003,  p. 264.
- (EN) Vari, Encyclopedia of the Solar System, Gruppo B, 2006,  p. 412, ISBN 0-12-088589-1.
- F. Biafore, In viaggio nel sistema solare. Un percorso nello spazio e nel tempo alla luce delle ultime scoperte, Gruppo B, 2008,  p. 146.

#### Su Giove e i satelliti
- (EN) Eric Burgess, By Jupiter: Odysseys to a Giant, New York, Columbia University Press, 1982, ISBN 0-231-05176-X.
- (EN) Reta Beebe, Jupiter: The Giant Planet, 2ª ed., Washington, Smithsonian Institute Press, 1996, ISBN 1-56098-685-9.
- (EN) AA.VV., The New Solar System, a cura di Kelly J. Beatty; Carolyn Collins Peterson; Andrew Chaiki, 4ª ed., Massachusetts, Sky Publishing Corporation, 1999, ISBN 978-0-521-64587-4.
- (EN) D. C. Jewitt; S. Sheppard ; C. Porco, F. Bagenal; T. Dowling; W. McKinnon, Jupiter: The Planet, Satellites and Magnetosphere (PDF), Cambridge, Cambridge University Press, 2004, ISBN 0-521-81808-7. URL consultato il 28 marzo 2015 (archiviato dall'url originale il 14 giugno 2007).
- (EN) Linda T. Elkins-Tanton, Jupiter and Saturn, New York, Chelsea House, 2006, ISBN 0-8160-5196-8.
- Robert T. Pappalardo, William B. McKinnon, K. Khurana, Europa, University of Arizona Press, 2009, ISBN 0-8165-2844-6.
- Richard Greenberg, Europa – The Ocean Moon: Search For An Alien Biosphere, Springer Science & Business Media, 2009, ISBN 3-540-27053-1.